# Везіт-Хан

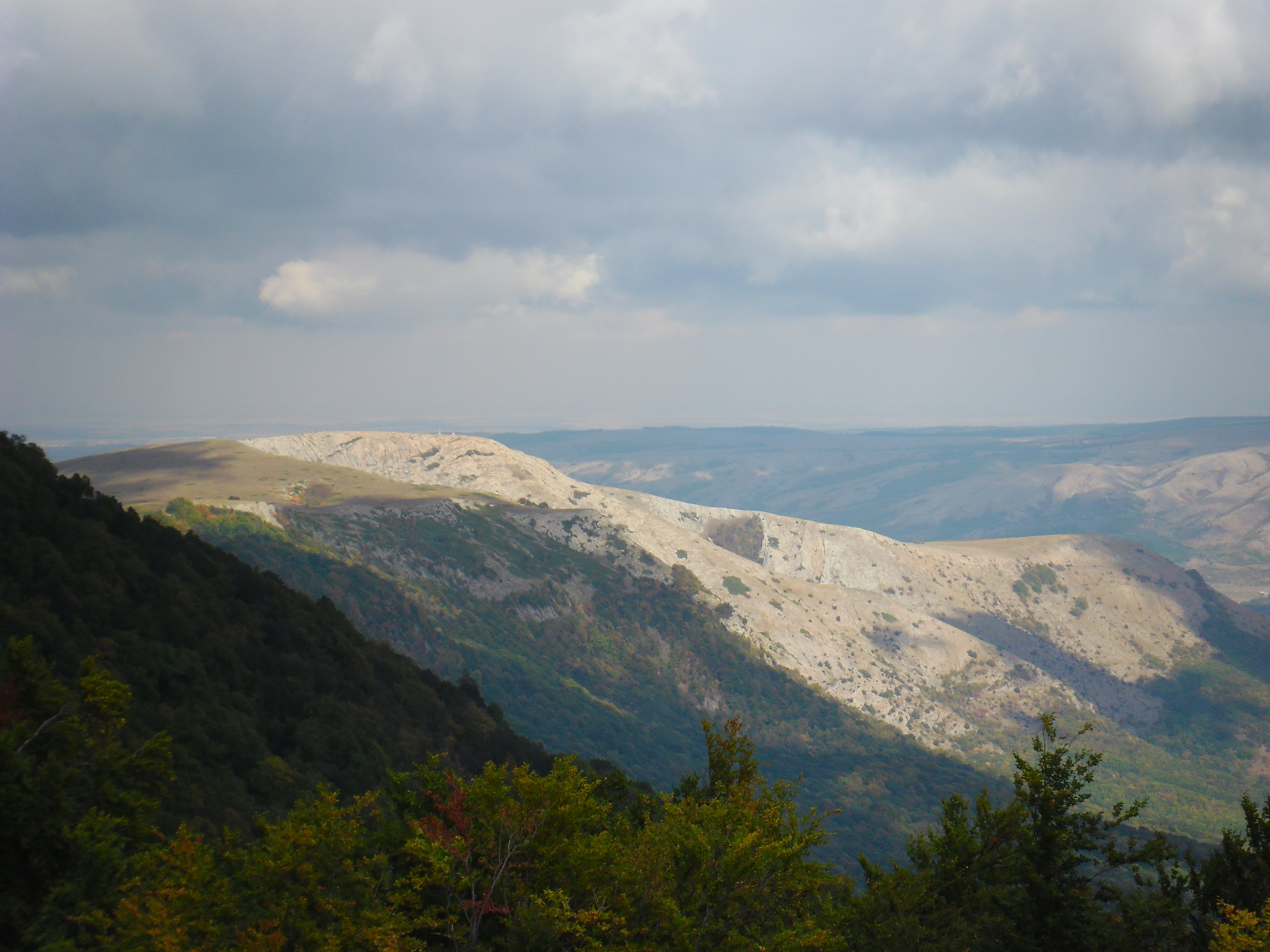
Зліва направо: Везіт-Хан, Беш-Куба, Курт-Баїр.

Везіт-Хан - гора в північно-східній частині Чатир-Дагу (Крим). Висота - 1107 м. Сама вершина - гола, вкрита рідкою травою. Навколо вершини - рідколісся. 
Від західного підніжжя гори Везіт-Хан і далі рівнина Беш-Хоба-Боє, П'ять Печер. Перша печера - в п'ятистах метрах від вершини на південний-захід - Кешмене-Тюзунде-Хосар.